# Fortezza di Vyborg
La fortezza di Vyborg (in russo Выборгский замок?, in finlandese Viipurin linna, in svedese Viborgs fästning) è un castello che si trova a Vyborg, nella Repubblica di Carelia, in Russia. Il monumento, il cui primo impianto risale al 1293 è uno dei più importanti esempi di architettura medievale della zona e, attualmente, ospita un museo.

## Storia
Il castello di Vyborg è stato fondato dal condottiero svedese Torgils Knutsson nel 1293.